# Цветопередача
Цветопереда́ча — воспроизведение цветов оригинала (объекта) на картине, фотоснимке, киноэкране, экране телевизора и других устройствах вывода графической информации.
Основной характеристикой цветопередачи является точность воспроизведения цветовых тонов в сравнении изображения с оригиналом. Существует несколько способов определения этой характеристики: физический, физиологический и психологический. Физический способ определения точности цветопередачи измеряют посредством сравнения близости спектрального анализа точки (малого участка) изображения с соответствующей точкой (малым участком) оригинала. Физиологический способ подразумевает сравнение цветовых ощущений при визуальном восприятии малого участка изображения с соответствующим малым участком оригинала. Но наиболее значимым в плане определения точности цветопередачи в многоцветном изображении является психологический способ. Он подразумевает «уравновешивание» цветовых искажений на определённом участке изображения искажениями на соответствующем участке оригинала.
Несмотря на возможности объективной оценки точности цветопередачи посредством спектрального или колориметрического методов, наиболее распространённым критерием в среде любительской и профессиональной фото- и кинематографии служит субъективное впечатление. При этом оно усугубляется зависимостью от ряда переменных факторов, которые затрагивают как свойства самого изображения (степень освещённости и яркости, масштаб изображения и окружающий его тон, цветность) и условий при которых происходит субъективный «анализ» (сопоставимы ли условия, при которых происходит сравнение изображения и оригинала, рассматриваются ли они вместе или отдельно), а также индивидуальные особенности восприятия изображения глазом (цветовая адаптация). При этом за количественную оценку психологического способа определения точности цветопередачи принято считать порог цветоразличения — соответствие минимального изменения цвета первому заметному изменению зрительного ощущения.